# 東京メガネ
株式会社東京メガネ（とうきょうメガネ）は東京都世田谷区に本部をおく、眼鏡・コンタクトレンズ・補聴器専門店である。

## 歴史
1883年（明治16年）、士族・白山辰右衛門の長男・白山斉明が日本橋人形町で眼鏡の製造・販売業「白山(しらやま)眼鏡店」を立ち上げたことに始まる。1947年に株式会社白山堂眼鏡店を設立。1949年に西武百貨店（現・そごう西武）と取引契約（業務提携）を結ぶ。1950年、視力測定器を日本で初めてアメリカ合衆国から輸入。
1954年、東京眼鏡光器（愛称・東京メガネ）を設立。1957年にそごう（現・そごう西武）とも業務提携を実施。1958年からコンタクトレンズの販売開始。1960年に現在の社名「株式会社東京メガネ」となる。その後1967年に日本の眼鏡メーカーとして史上初（日本の小売業全体でも4番目）の国外進出（香港）を発表、翌1968年に香港1号店をオープンした。
1975年、日本初のコンピュータ視力測定器を導入、1986年にスポーツビジョンセンターを開設するなど、日本の眼鏡製造店として初の試みを数多く展開するほか、国内大手百貨店との販売提携、国外店舗強化などを図る。
「メガネは顔の一部です」をキャッチフレーズにテレビCMを流していた。同キャッチフレーズは流行し、赤塚不二夫の漫画作品『花ちゃん寝る』でもネタにされている。

## 店舗
2022年11月現在、国内21店舗、海外3店舗（クアラルンプール（マレーシア）、バンコク（タイ）、ホーチミン（ベトナム））が営業中。

## 東京メガネミュージアム〈S・T・A・G・E〉
本社内の一部スペースをミュージアムとし、東京メガネが長年かけて収集した数百点ものアンティーク眼鏡、ケース、補聴器、光学器類の中から厳選したコレクションを展示している。施設の見学については事前に要予約。個人・学校・企業・団体など問わず。スタッフによるガイドが随行する。
予約方法：電話またはEメール
見学可能日：平日10:00 - 16:00（閉館 17:00）
料金：無料
見学所要時間：約40分

## メディア掲載
- 2017年7月9日 Story 〜長寿企業の知恵〜 #019 『1883年創業 東京メガネ 5代目 白山聡一』[3]
- 2018年3月16日（4月5日更新） Precious.jp 服飾の歴史vol.9 メガネに残る江戸時代のルーツとは？ 『眼鏡（メガネ）はいつ、どこでできたもの？その成り立ちと歴史』[4]
- 2019年12月28日 Field Archive 『東京メガネミュージアム』[5]
- 2020年2月18日 毎日小学生新聞 『疑問氷解：なぜ視力が落ちるのですか？』 （同Web版も同時掲載）[6]
- 2020年2月20日発売 月刊 江戸楽 2020年3月号 『手作りメガネ教室』[7]
- 2020年9月20日 Web版 ＠DIME『江戸幕府第15代将軍・徳川慶喜が愛用した天眼鏡から600年以上前の眼鏡まで！260以上のアンティークが見られる「東京メガネミュージアム」が面白い』[8]
- 2020年9月25日 Web版 ＠DIME『起源は？最初にかけた日本人は？奥深きメガネの歴史』記事監修[9]
- 2020年11月20日発行 月刊 江戸楽 2020年12月号『粋な人 粋な話』[10]
- 2020年12月16日 メルカリマガジン 『マリリン・モンロー、オードリー・ヘプバーン、ウディ・アレン…。名優が愛したファッションメガネのプロダクト史』記事監修[11]